# Mycelithe
Mycelithe là một chi nấm thuộc họ Polyporaceae.